# Нікольський Сергій Михайлович
Сергі́й Миха́йлович Ніко́льський (17 (30) квітня 1905 — 9 листопада 2012) — російський та український радянський математик, академік АН СРСР.

## Біографія
Народився на Уралі. У 1929 році закінчив Катеринославський інститут народної освіти (зараз — Дніпропетровський університет), у 1930—40 роках працював там само. Студентом під час літніх канікул з товаришами на саморобному човні долав Дніпрові пороги. Закінчив аспірантуру Московського державного університету. З 1940 по 2012 працював у Математичному інституті ім. В. А. Стєклова Академії наук СРСР (МІАН).
До кінця життя Сергій Михайлович Нікольський був головним науковим співробітником МІАН.
Викладав у МФТІ та на механіко-математичному факультеті МДУ, професор. 2005 року в Москві відбулася конференція, присвячена 100-річчю С. М. Нікольського, у якій він взяв участь.

## Звання та нагороди
Член-кореспондент АН СРСР (1968), дійсний член АН СРСР (1972), іноземний член Угорської Академії Наук (1976), іноземний член Польської Академії Наук (1980), почесний професор Дніпропетровського університету (1994), почесний професор Московського фізико-технічного інституту (1997), заслужений професор МДУ ім. М. В. Ломоносова (2005).
Лауреат Сталінської премії — за дослідження з теорії наближень (1952), двічі лауреат Державної премії СРСР — за монографію «Интегральные представления функций и теория вложения» (1977) та за тритомний підручник «Высшая математика: Учебник для вузов» (у співавторстві з Я. С. Бугровим) (1987), Державної премії України (1994), премії Уряду РФ (2002), премії імені П. Л. Чебиш́ова АН СССР (1972), премії імені А. М. Колмогорова РАН (2000), премії імені М. В. Остроградського НАН України (2000), премії МДУ ім. М. В. Ломоносова (2005).
Нагороджений орденами Трудового Червоного Прапора (1953), Леніна (1975), Жовтневої Революції (1985), золотою медаллю імені І. М. Виноградова Російської академії наук (1991), медалями імені Больцано Чеської Академії Наук (1979), імені Коперника Польської Академії Наук (1992).